# 学びEye!
『学びEye!』（まなびアイ!）とは、民間放送教育協会（民教協）制作の食育をテーマとしたドキュメンタリー番組である。テレビ朝日では2011年4月17日から2013年2月3日まで放送された。

## 番組概要
『発見!人間力』の後番組としてスタートした。主に「食」をテーマとしている。また、ナレーターには局アナだけではなく、地元出身の俳優や地元で活躍するタレントが担当している。なお、次回予告のナレーションは次回担当局ではなく、その回の担当局ナレーターが行った。
民教協加盟のテレビ局が放送しており、首都圏では民教協事務局を運営するテレビ朝日が放送しているが、各地域では放送する系列が異なる。また、一部の民教協非加盟局が遅れて放送を行った。
放送期間は、4月から翌年2月まで。2012年度は、月ごとに統一テーマを設けて放送された。

## 放送局
| 放送地域       | 放送局       | 放送系列                      | 放送日時           | 先行・遅れ   |
| 同時ネット局   | 同時ネット局 | 同時ネット局                  | 同時ネット局       | 同時ネット局 |
| -------------- | ------------ | ----------------------------- | ------------------ | ------------ |
| 関東広域圏     | テレビ朝日   | テレビ朝日系列                | 日曜 6:00 - 6:30   | [ 2 ]        |
| 中京広域圏     | メ〜テレ     | テレビ朝日系列                | 日曜 6:00 - 6:30   | [ 2 ]        |
| 近畿広域圏     | 朝日放送     | テレビ朝日系列                | 日曜 6:00 - 6:30   | [ 2 ]        |
| 北海道         | 北海道放送   | TBS系列                       | 日曜 6:00 - 6:30   |              |
| 山梨県         | 山梨放送     | 日本テレビ系列                | 日曜 6:00 - 6:30   |              |
| 時差ネット局   |              |                               |                    |              |
| 青森県         | 青森放送     | 日本テレビ系列                | 月曜 10:25 - 10:55 | 1日遅れ      |
| 岩手県         | IBC岩手放送  | TBS系列                       | 日曜 5:45 - 6:15   | 14日遅れ     |
| 宮城県         | 東北放送     | TBS系列                       | 日曜 6:00 - 6:30   | 7日遅れ      |
| 秋田県         | 秋田放送     | 日本テレビ系列                | 水曜 10:25 - 10:55 | 10日遅れ     |
| 山形県         | 山形放送     | 日本テレビ系列                | 金曜 10:55 - 11:25 | 5日遅れ      |
| 福島県         | 福島テレビ   | フジテレビ系列                | 火曜 15:28 - 15:58 | 9日遅れ      |
| 新潟県         | 新潟放送     | TBS系列                       | 土曜 6:00 - 6:30   | 1日先行      |
| 富山県         | 北日本放送   | 日本テレビ系列                | 火曜 10:25 - 10:55 | 2日遅れ      |
| 石川県         | 北陸放送     | TBS系列                       | 土曜 6:00 - 6:30   | 6日遅れ      |
| 福井県         | 福井放送     | 日本テレビ系列 テレビ朝日系列 | 金曜 10:20 - 10:50 | 12日遅れ     |
| 長野県         | 信越放送     | TBS系列                       | 日曜 5:45 - 6:15   | 14日遅れ     |
| 静岡県         | 静岡放送     | TBS系列                       | 日曜 5:45 - 6:15   | 21日遅れ     |
| 鳥取県・島根県 | 日本海テレビ | 日本テレビ系列                | 日曜 6:15 - 6:45   | 7日遅れ      |
| 鳥取県・島根県 | 山陰放送     | TBS系列                       | 火曜 10:00 - 10:30 | 2日遅れ      |
| 広島県         | 中国放送     | TBS系列                       | 日曜 5:45 - 6:15   | 21日遅れ     |
| 山口県         | 山口放送     | 日本テレビ系列                | 金曜 9:30 - 10:00  | 2日先行      |
| 徳島県         | 四国放送     | 日本テレビ系列                | 水曜 10:55 - 11:25 | 10日遅れ     |
| 香川県・岡山県 | 西日本放送   | 日本テレビ系列                | 日曜 6:00 - 6:30   | 7日遅れ      |
| 愛媛県         | 南海放送     | 日本テレビ系列                | 日曜 6:00 - 6:30   | 14日遅れ     |
| 高知県         | 高知放送     | 日本テレビ系列                | 日曜 6:00 - 6:30   | 7日遅れ      |
| 福岡県         | RKB毎日放送  | TBS系列                       | 日曜 6:15 - 6:45   | 14日遅れ     |
| 長崎県         | 長崎放送     | TBS系列                       | 土曜 6:00 - 6:30   | 6日遅れ      |
| 熊本県         | 熊本放送     | TBS系列                       | 土曜 6:00 - 6:30   | 6日遅れ      |
| 大分県         | 大分放送     | TBS系列                       | 日曜 6:15 - 6:45   | 14日遅れ     |
| 宮崎県         | 宮崎放送     | TBS系列                       | 金曜 10:50 - 11:20 | 12日遅れ     |
| 鹿児島県       | 南日本放送   | TBS系列                       | 金曜 14:55 - 15:25 | 5日遅れ      |
| 沖縄県         | 琉球放送     | TBS系列                       | 木曜 10:50 - 11:20 | 4日遅れ      |
| 沖縄県         | 沖縄テレビ   | フジテレビ系列                | 日曜 6:30 - 7:00   | 7日遅れ      |

## 再放送
以下は民教協には加盟していないが、趣旨に賛同して放送している放送局である。
- BS朝日　金曜 5:55 - 6:25（約100日遅れ）
- 朝日ニュースター(現：テレ朝チャンネル2 ニュース・スポーツ)（民教協加盟局であるテレビ朝日が運営しているCS放送チャンネル）　金曜 22:30 - 23:00（約11ヶ月遅れ）
- TOKYO MX　水曜 20:00 - 20:30（1年遅れ）
- 群馬テレビ